# 나탈리아 뵈르너
나탈리아 뵈르너(Natalia Wörner, 1967년 9월 7일 ~ )는 독일의 배우이다.

## 출연 작품
- 대지의 기둥 (2010)
- 20일 밤, 그리고 비오는 하루 (2006)
- 분노의 폭발 2 - 더블 익스플로우 (1999)
- 기계 (1994)